# Centro de Postgrado de CUNY
El Centro de Postgrado de CUNY (CUNY Graduate Center en idioma inglés) es una universidad pública estadounidense que imparte exclusivamente programas de maestría y doctorado. Fue fundada en 1961 y está adscrita al sistema universitario de la Universidad Municipal de Nueva York. Está ubicada en un edificio emblemático en la 365 Fifth Avenue en la esquina de la calle 34 en el barrio de Midtown de Manhattan, cruzando la esquina del Empire State Building.
El CUNY Graduate Center tiene 4.600 estudiantes, 33 programas de doctorado, 7 programas de maestría y 30 centros de investigación e institutos. Su cuerpo docente está compuesto por 140 profesores de planta, complementados por más de 1,800 miembros adicionales procedentes de las otras 11 universidades adscritas al sistema universitario de la Universidad de la Ciudad de Nueva York y las instituciones culturales y científicas de la ciudad. El CUNY Graduate Center está categorizado como "Doctoral University - Highest Research Activity" (en español, universidad doctoral con alto grado de actividad investigativa) en la Clasificación Carnegie de Instituciones de Educación Superior.
Entre los docentes del Graduate Center están ganadores del Premio Nobel, el Premio Pulitzer, la Medalla Nacional de Humanidades, la Medalla Nacional de Ciencia, el National Endowment for the Humanities, la Beca Rockefeller, el Premio Schock, el Premio Bancroft, el Premio Wolf, Premios Grammy, el Premio George Jean Nathan de Crítica Dramática, Guggenheim Fellowships, el Premio del Alcalde de la Ciudad de Nueva York por Excelencia en Ciencia y Tecnología, los Premios Presidenciales de Carrera Temprana para Científicos e Ingenieros, y membresías en la Academia Americana de Artes y Ciencias y la Academia Nacional de Ciencias. Además de los académicos, el CUNY Graduate Center extiende sus recursos intelectuales y culturales al público en general, ofreciendo acceso a una amplia gama de eventos, incluyendo conferencias, simposios, presentaciones y talleres.

## Historia
CUNY comenzó a ofrecer programas de doctorado a través de su División de Estudios de Posgrado en 1961, y otorgó sus primeros dos doctorados a Daniel Robinson y Barbara Stern en 1965. Robinson, actualmente profesor de filosofía en la Universidad de Oxford, recibió su PhD. en psicología, mientras que Stern, recibió su Ph.D. en la literatura inglesa.
En 1969, la División de Estudios de Posgrado se convirtió formalmente en la Graduate School and University Center (en español, Escuela de Graduados y el Centro Universitario). La matemática Mina S. Rees fue la primera presidenta de la institución desde 1969 hasta su retiro en 1972. Rees fue reemplazada como presidente del Graduate Center por el psicólogo ambiental Harold M. Proshansky, que sirvió hasta su muerte en 1990. El politólogo Frances Degen Horowitz fue nombrado presidente en septiembre de 1991. En 2005, Horowitz fue sucedido por el rector de la escuela, profesor de literatura inglesa William P. Kelly.
Durante el desempeño de Kelly en el Graduate Center, la Universidad ha visto un crecimiento significativo en los ingresos, oportunidades de financiación para los estudiantes, aumento de la Facultad distinguida y un resurgimiento general. Esto está de acuerdo con tres objetivos principales articulados en su plan estratégico. El primero de ellos implica mejorar el apoyo estudiantil. En 2013, se otorgaron 83 becas de disertación por un costo total de $ 1.65 millones. El Graduate Center también está desarrollando nuevos programas para avanzar en la investigación antes de la fase de disertación, incluido el trabajo de archivo. La estabilidad fiscal de la universidad ha permitido a la cancillería aumentar, en forma incremental, el valor de estas becas. Los paquetes extendidos para el año 2013-14 aumentan los estipendios y reducen los requisitos de enseñanza. En 2001, el Graduate Center brindó 14 millones de dólares en apoyo estudiantil y, en otoño de 2013, 51 millones en apoyo estudiantil.
El 23 de abril de 2013, la Junta de Fideicomisarios de CUNY anunció que el presidente Kelly se desempeñaría como rector interino de la Universidad de la Ciudad de Nueva York a partir del 1 de julio con la jubilación del Canciller Matthew Goldstein. El preboste del Graduate Center, Chase F. Robinson, un historiador, fue nombrado para servir como presidente interino del Graduate Center en 2013, y luego se convirtió en presidente en julio de 2014. Joy Connolly se convirtió en Rectora del CUNY Graduate Center en agosto de 2016.

## Aspecto académico
A través de los programas de doctorado de la institución, se le concedió admisión al 18% de los aspirantes en 2016. La última edición de US News & World Report Best Graduate School Ranking ubicó al Doctorado en Inglés en el puesto 20 a nivel nacional, al Doctorado en Sociología en el puesto 28, y el Doctorado en Historia en el 34. El programa de Doctorado en Justicia Criminal se clasificó como el décimo mejor programa de postgrado en Criminología en el ranking más reciente de US News en 2009. El Doctorado en Matemáticas se ubicó en el puesto 39. En la edición 2016 de QS World University Rankings, el programa de Doctorado en Filosofía ocupó el puesto 44 en el mundo.
Los miembros de la facultad reciben regularmente honores y premios de prestigio. Algunos ejemplos recientes incluyen el Premio Nobel, el Premio Pulitzer, la Medalla Nacional de Humanidades, la Medalla Nacional de Ciencias, el Premio Schock, el Premio Bancroft, los Premios Grammy, el Premio George Jean Nathan a la Crítica Dramática, las Becas Guggenheim, el Alcalde de la Ciudad de Nueva York Premio a la Excelencia en Ciencia y Tecnología, los Premios Presidenciales de Carrera Temprana para Científicos e Ingenieros, y membresías en la Academia Estadounidense de las Artes y las Ciencias y la Academia Nacional de Ciencias. Muchos departamentos son reconocidos internacionalmente por su nivel de becas.
Los cursos en las ciencias sociales, las humanidades y las matemáticas, y los cursos en las ciencias que no requieren trabajo de laboratorio se reúnen en el Graduate Center. Debido a la naturaleza consorcial del estudio de doctorado en el Graduate Center, los cursos que requieren trabajo de laboratorio, los cursos para los doctorados clínicos y los cursos de negocios, justicia penal, ingeniería y bienestar social se realizan en los campus universitarios de las diferentes universidades adscritas al CUNY.
El CUNY Graduate Center fue pionero en el CUNY Academic Commons en 2009, el cual es una red social académica en línea para profesores, personal y estudiantes de posgrado de las universidades adscritas a la Universidad de la Ciudad de Nueva York. Diseñado para fomentar la conversación, la colaboración y las conexiones entre las 24 universidades individuales que conforman el sistema universitario, el sitio, fundado en 2009, ha crecido rápidamente como un centro de conexión de la CUNY, sirviendo en el proceso para fortalecer un creciente grupo de académicos, profesores y proyectos de código abierto en la universidad. El proyecto ha recibido premios y subvenciones de la Fundación Alfred P. Sloan, el Consorcio Sloan y fue el ganador del Premio de Humanidades Digitales en 2013. Sigue estando a la vanguardia de las redes sociales académicas.
También están afiliados a la institución cuatro programas:
1. CUNY Baccalaureate for Unique and Interdisciplinary Studies, a través de los cuales los estudiantes de pregrado pueden obtener títulos de licenciatura individualizados completando cursos en cualquiera de las universidades de CUNY.
2. La CUNY School of Professional Estudies y el Joseph S. Murphy Institute for Worker Education and Labor Studie
3. La CUNY Graduate School of Journalism, que ofrece una maestría en periodismo.
4. Macaulay Honors College.

## Investigación

### Programa de Investigación Avanzada Colaborativa
El programa de Investigación Avanzada Colaborativa del CUNY Graduate Center adelanta investigaciones en 7 áreas principales:
1. Desigualdad: Investigación sobre los fundamentos estructurales del aumento de la desigualdad en nuestra sociedad y las formas de movilizar a las comunidades en torno a diversas alternativas.
2. Inmigración: Investigación interdisciplinaria sobre los impactos sociales, culturales y políticos de la migración internacional, con especial atención al papel de la inmigración en la ciudad de Nueva York y estudios comparativos sobre cómo se experimenta la inmigración y la diversidad étnica en diferentes naciones.
3. Multilingüismo: investigación interdisciplinaria sobre cuestiones sociales, culturales y políticas complejas planteadas por el multilingüismo.
4. Iniciativas digitales: investigación en una amplia gama de proyectos digitales y recursos digitales, incluida la minería de datos y las humanidades digitales.
5. Estudios urbanos: problemas críticos que enfrentan las grandes ciudades de todo el mundo y el papel que juegan las organizaciones públicas, sin fines de lucro y comerciales.

### Iniciativas y comités
El CUNY Graduate Center realiza trabajo adicional mediante sus iniciativas y comités:
- Futures Initiative Archivado el 24 de enero de 2018 en Wayback Machine.
- Graduate Center Digital Initiatives
- Initiative for the Theoretical Sciences (ITS)
- Revolutionizing American Studies Initiative
- The Committee for the Study of Religion
- The Committee on Globalization and Social Change
- The Committee for Interdisciplinary Science Studies
- Endangered Language Initiative
- Intellectual Publics Archivado el 24 de enero de 2018 en Wayback Machine.

### Centros e institutos
Con más de 30 institutos y centros de investigación, el CUNY Graduate Center produce trabajos sobre una variedad de temas sociales, culturales, científicos y cívicos.
- American Social History Project/Center for Media and Learning
- Barry S. Brook Center for Music Research and Documentation
- Bildner Center for Western Hemisphere Studies
- Center for Jewish Studies
- Center for Advanced Study in Education (CASE)
- Center for Human Environments
- Center for Latin American, Caribbean, and Latino Studies
- Center for Place, Culture and Politics
- Center for the Humanities
- Center for the Study of Culture, Technology and Work (enlace roto disponible en Internet Archive; véase el historial, la primera versión y la última).
- Center for the Study of Women and Society
- Center for Urban Education Policy
- Center for Urban Research
- Center on Philanthropy and Civil Society
- CLAGS: The Center for LGBTQ Studies
- CIDR: CUNY Institute for Demographic Research
- CUNY Institute for Software Design and Development (CISDD)
- European Union Studies Center
- Gotham Center for New York City History
- Henri Peyre French Institute
- Howard Samuels Center (enlace roto disponible en Internet Archive; véase el historial, la primera versión y la última).
- Human Ecodynamics Research Center
- Institute for Language Education in Transcultural Context
- Institute for Research on the African Diaspora in the Americas & the Caribbean (IRADAC)
- Latin/Greek Institute
- Leon Levy Center for Biography
- Middle East and Middle Eastern American Center (MEMEAC)
- Martin E. Segal Theatre Center
- Ralph Bunche Institute for International Studies
- Research Center for Music Iconography
- Research Institute for the Study of Language in Urban Society (RISLUS)
- Saul Kripke Center
- Stone Center on Socio-Economic Inequality
- Teaching and Learning Center
- The Writers' Institute at The Graduate Center

### Estudio de Ingresos de Luxemburg
El Luxembourg Income Study (en español, Estudio de Ingresos de Luxemburg) es un instituto de investigación y archivo de microdatos sin ánimo de lucro. El centro se encuentra en Luxemburgo con una sede satélite en la ciudad de Nueva York en el CUNY Graduate Center. Sirve a la comunidad global de investigadores, educadores y legisladores. Alberga la base de datos del Estudio de Ingresos de Luxemburgo, que es la mayor base de datos disponible de microdatos recopilada de varios países y la Base de Datos de Estudios de Riqueza de Luxemburgo, que es la única base de datos de riqueza internacional existente.

## Facultad
El CUNY Graduate Center utiliza un modelo de consorcio único, que alberga 140 facultades con nombramientos exclusivos en el Graduate Center, la mayoría de los cuales son académicos sénior en sus respectivas disciplinas, y atrae a 1800 profesores de todas las otras escuelas adscritas al CUNY para impartir clases y asesorar a estudiantes de posgrado.
En 2001, el CUNY Graduate Center inició una campaña de reclutamiento de docentes de cinco años para contratar a más académicos e intelectuales públicos de renombre a fin de reforzar la lista de profesores de la institución. Los reclutados durante la campaña incluyen a André Aciman, Jean Anyon, Mitchell Duneier, Victor Kolyvagin, Robert Reid-Pharr y Saul Kripke.
Otros miembros notables de la facultad incluyen
- Ofelia García, Lingüista y educadora
- Stanley Aronowitz, Sociólogo
- Francis Fox Piven, Político científico
- Talal Asad, Antropólogo
- William Bialek, Biofísico
- Claire Bishop, Historiadora del arte
- Barry S. Brook, Músico
- John Corigliano, Compositor
- Cathy Davidson, Profesora de inglés
- Paul Julian Smith, Profesor español
- Ruth Wilson Gilmore, Geógrafo
- David Harvey, Geógrafo
- David Joselit, Historiador de arte
- Michio Kaku, Físico
- Wayne Koestenbaum, Poeta
- Paul Krugman, Economista
- Eric Lott, Crítico literario
- Stanley Milgram, Psicólogo social
- Robert Reid-Pharr, Crítico literario
- David M. Rosenthal, Filósofo
- Dennis Sullivan, Matemático
- Graham Priest, Filósofo

## Vida estudiantil
Los estudiantes en el CUNY Graduate Center tienen la opción de vivir en una vivienda para estudiantes de posgrado, ubicada en East Harlem. El edificio de ocho pisos incluye gimnasio, lavandería, sala de estar y una terraza en la azotea con vistas al horizonte del centro de la ciudad. La vivienda de estudiantes de posgrado se abrió en el otoño de 2011 junto con la construcción de la Escuela de Trabajo Social del Hunter College.
El Consejo de Estudiantes de Doctorado es el único cuerpo de formulación de políticas que representa a los estudiantes de programas de doctorado y maestría en el CUNY Graduate Center. Hay más de 40 organizaciones de estudiantes de doctorado que van desde la Organización de Estudios del Medio Oriente y el Grupo de Estudios de África hasta el Grupo de Estudios de Prisiones y el Grupo de Trabajo de Inmigración. Estas organizaciones autorizadas organizan conferencias, publican revistas en línea y crean eventos sociales destinados a fomentar una comunidad para los estudiantes del CUNY Graduate Center.
Los estudiantes de doctorado en el Graduate Center también producen un periódico financiado por el DSC y dirigido por un comité de editores de varios programas de doctorado. El documento, titulado The GC Advocate, sale 6 veces por año académico y es gratuito para estudiantes, profesores, personal y visitantes.